# Système de classement du tennis français
 (juin 2024).
 (juin 2024).
 (juin 2024).
La mise en forme du texte ne suit pas les recommandations de Wikipédia : il faut le « wikifier ».
Les points d'amélioration suivants sont les cas les plus fréquents. Le détail des points à revoir est peut-être précisé sur la page de discussion.
- Les titres sont pré-formatés par le logiciel. Ils ne sont ni en capitales, ni en gras.
- Le texte ne doit pas être écrit en capitales (les noms de famille non plus), ni en gras, ni en italique, ni en « petit »…
- Le gras n'est utilisé que pour surligner le titre de l'article dans l'introduction, une seule fois.
- L'italique est rarement utilisé : mots en langue étrangère, titres d'œuvres, noms de bateaux, etc.
- Les citations ne sont pas en italique mais en corps de texte normal. Elles sont entourées par des guillemets français : « et ».
- Les listes à puces sont à éviter, des paragraphes rédigés étant largement préférés. Les tableaux sont à réserver à la présentation de données structurées (résultats, etc.).
- Les appels de note de bas de page (petits chiffres en exposant, introduits par l'outil «  Source ») sont à placer entre la fin de phrase et le point final[comme ça].
- Les liens internes (vers d'autres articles de Wikipédia) sont à choisir avec parcimonie. Créez des liens vers des articles approfondissant le sujet. Les termes génériques sans rapport avec le sujet sont à éviter, ainsi que les répétitions de liens vers un même terme.
- Les liens externes sont à placer uniquement dans une section « Liens externes », à la fin de l'article. Ces liens sont à choisir avec parcimonie suivant les règles définies. Si un lien sert de source à l'article, son insertion dans le texte est à faire par les notes de bas de page.
- La présentation des références doit suivre les conventions bibliographiques. Il est recommandé d'utiliser les modèles {{Ouvrage}}, {{Chapitre}}, {{Article}}, {{Lien web}} et/ou {{Bibliographie}}. Le mode d'édition visuel peut mettre en forme automatiquement les références.
- Insérer une infobox (cadre d'informations à droite) n'est pas obligatoire pour parachever la mise en page.

Pour une aide détaillée, merci de consulter Aide:Wikification.
Si vous pensez que ces points ont été résolus, vous pouvez retirer ce bandeau et améliorer la mise en forme d'un autre article.
Le système de classement du tennis français est un système de classification visant à évaluer la force de chaque licencié de tennis en France. Ce classement, géré par la Fédération française de tennis, évolue en fonction des résultats de chaque joueur dans les compétitions officielles. Le classement permet d'équilibrer les matchs lors des compétitions, en individuel comme en équipe.
Depuis le 4 octobre 2022, la Fédération française de tennis a mis en place un classement mensuel unique, calculé sur la base des 12 derniers mois glissants, sans remise à zéro en fin d’année. Ce nouveau système remplace le classement final annuel en vigueur jusqu'en 2022, dans un objectif de régularité et de lisibilité du niveau des joueurs.

## Présentation
Le classement est actualisé chaque premier mardi du mois. En cas de jour férié, la publication est reportée au mardi suivant. Il est calculé à partir des résultats des douze derniers mois glissants, et mis à disposition dans l’espace personnel des licenciés sur la plateforme Ten’Up. Auparavant, le classement était attribué à l'issue de chaque année sportive, une année sportive courant à partir de 2019 du 1er septembre au 31 août de l'année suivante. Jusqu'en 2017, une année sportive commençait le 1er octobre, et 2018 a été une année de transition de 11 mois du 1er octobre 2017 au 31 août 2018. Le classement final de l'année sportive 2022 (dit classement final 2022) publié début septembre 2022 a donc été établi à partir des matchs joués du 1er septembre 2021 au 31 août 2022. En raison de la pandémie de Covid-19 et de l'interruption de toute compétition à plusieurs reprises, la publication du classement 2021 n'a jamais eu lieu et le classement 2022 a été publié le 11 octobre 2021 à partir des matchs joués du 1er septembre 2019 au 3 octobre 2021,. Entre temps, les classements mensuels (sans descente) ont été mis à jour irrégulièrement mais en particulier le  5 juillet 2021 et le  6 septembre 2021.
Lors d'une année normale, près de 2 millions de matchs concernant 500 000 joueurs et joueuses sont pris en compte[réf. nécessaire].
Le système français se compose de quatre séries hiérarchisées : la 4e série (de 40 à 30/1), la 3e série (de 30 à 15/1), la 2e série (de 15 à -15), et la 1re série qui regroupe les 30 meilleurs joueurs et 20 meilleures joueuses au niveau national.
- Le joueur débutant commence avec le statut de non compétiteur (ou NC).
- Viennent ensuite les joueurs de quatrième série : 40. Depuis 2014, ce classement peut être obtenu soit automatiquement après la participation à un match officiel (en simple ou en double, même perdu et hors forfait), soit sur proposition du club à l’issue d’une animation interne[7].

Les joueurs de quatrième série peuvent ensuite "monter" à 30/5 et depuis 2014, il suffit d'une victoire pour être au moins à cet échelon. Les échelons suivants sont dans l’ordre croissant sont 30/4, 30/3, 30/2, et 30/1.
- La troisième série commence ensuite par le classement 30, puis 15/5, 15/4, 15/3, 15/2, 15/1.
- La deuxième série : le classement devient une sorte de concours, le nombre de classements disponibles étant limité. Autrement dit, il ne suffit pas d'avoir les points suffisants pour monter. Après le classement 15, il y a 5/6, 4/6, 3/6, 2/6, 1/6 puis 0.
- Ensuite, les joueurs entrent dans la catégorie des négatifs, avec les classements -2/6, -4/6 et -15. Le niveau devient proche du niveau professionnel, qui nécessite de rentrer au classement ATP (pour les hommes) ou WTA (pour les femmes), avec des points obtenus dans les tournois homologués. Juste avant la première série, se trouvent les TOP 60 et TOP 100 pour les joueurs (TOP 40 et TOP 60 pour les joueuses).
- La première série regroupe les meilleurs joueurs français : no 1 à no 30 masculin et no 1 à 20 féminin

## Calcul du classement
Le classement des joueurs 1re série est réalisé par un jury en fonction des performances des joueurs.
Ce qui suit ne concerne que le classement des autres séries, pour les adultes. Le classement est calculé à partir du bilan de chaque joueur dans toutes les compétitions officielles, en fonction principalement du classement des joueurs qu'il aura battu, et dans une moindre mesure du classement des joueurs qui l'auront battu. La règle de classement est régulièrement modifiée, cette page détaille la version en vigueur depuis l'année sportive 2023, aves des comparaisons avec l'ancien classement 2023.

### Principe
Pour résumer le principe, un joueur classé à un échelon donné (N) accumulera un certain nombre de points selon qu'il battra un joueur classé à l'échelon N+2, N+1, N, N-1, etc. Seules les n meilleures victoires sont retenues, où n dépend de l'échelon, et peut être augmenté si le joueur compte peu de défaites, en particulier de défaites contre un adversaire moins bien classé. Le total de points détermine s'il peut rester à son échelon, ou accéder à un échelon supérieur, un barème spécifiant le bilan minimum pour chaque échelon. Pour accéder à un échelon supérieur il faut avoir les points du bilan minimum à cet échelon, conformément au barème, les points de victoire étant recalculés comme si le joueur avait déjà le nouveau classement. En pratique, l'algorithme de calcul est assez complexe, malgré la simplification de la mensualisation pour le nouveau classement 2023.
Le tableau ci-dessous donne les points attribués pour chaque victoire, en fonction de la différence de classement entre les joueurs. Ce barème, inchangé depuis la réforme d’octobre 2022, permet de récompenser davantage les victoires contre des adversaires mieux classés. Par exemple, une victoire contre un joueur classé deux échelons au-dessus rapporte 120 points, tandis qu’une victoire contre un joueur classé quatre échelons en dessous ne rapporte aucun point,.
Si la compétition se déroule sous un format court (par exemple 2 sets de 4 jeux), le nombre de points gagnés ainsi que le nombre de victoires retenues dans le calcul sont affectés par un coefficient spécifique, conformément aux règles en vigueur. Le reste du calcul du classement demeure inchangé.
| Classement adverse par rapport à soi | Nombre de points gagnés |
| ------------------------------------ | ----------------------- |
| 2 échelons supérieurs ou plus        | 120                     |
| 1 échelon supérieur                  | 90                      |
| échelon égal                         | 60                      |
| 1 échelon inférieur                  | 30                      |
| 2 échelons inférieurs                | 20                      |
| 3 échelons inférieurs                | 15                      |
| 4 échelons inférieurs ou moins       | 0                       |

#### Walk-over (absences et disqualifications)
Les victoires par absence, appelées aussi victoires par w.o. ("walk-over", c'est-à-dire disqualification ou forfait de l'adversaire au plus tard avant le premier point joué, quelle qu'en soit la raison, négligence ou vraie blessure) ne comptent que pour éventuellement augmenter le nombre de victoires prises en compte dans le bilan. Un match se terminant sur abandon après le premier point joué n'est pas considéré comme un w.o., il est comptabilisé comme un match normal.
Les défaites par w.o. peuvent être très pénalisantes; depuis 2019, elles sont comptabilisées même en cas de blessure avérée ou de force majeure. Seuls les cas très rares d'une erreur du juge arbitre empêchent la comptabilisation. À partir du troisième w.o. les 12 derniers mois, chaque w.o. est considéré comme une défaite à 2 échelons inférieurs. À partir du cinquième w.o. pour le joueur ayant 40 matchs ou moins (6 w.o. si entre 41 et 60 matchs, 7 au delà), le classement du joueur est pénalisé avec un classement réduit d'un échelon, cette descente pouvant s'ajouter à une descente due à un manque de point (pour le classement final 2023 et auparavant la sanction était appliquée dans tous les cas au cinquième w.o.).

#### Paramètres principaux
Le tableau ci-dessous indique, pour les femmes et les hommes, les paramètres principaux déterminant le classement en fonction de l'échelon : le nombre n de (meilleures) victoires prises en compte,. Par ailleurs, ce nombre peut être modifié en fonction du différentiel victoires et défaites (voir plus loin).
De ce fait et pour d’autres raisons, le bilan minimum pour rester à cet échelon dépend de ce nombre. Le bilan minimum est inchangé entre le classement final 2023 et le nouveau classement 2023 mais est susceptible d'être réajusté régulièrement pour que la pyramide des classements reste à peu près stable.
|         | Classement féminin | Classement féminin | Classement masculin | Classement masculin |
| Échelon | Bilan minimum      | n victoires        | Bilan minimum       | n victoires         |
| 40      | -                  | 6                  | -                   | 6                   |
| 30/5    | 6                  | 6                  | 6                   | 6                   |
| 30/4    | 70                 | 6                  | 70                  | 6                   |
| 30/3    | 120                | 6                  | 120                 | 6                   |
| 30/2    | 170                | 6                  | 170                 | 6                   |
| 30/1    | 210                | 6                  | 210                 | 6                   |
| 30      | 265                | 8                  | 285                 | 8                   |
| 15/5    | 295                | 8                  | 305                 | 8                   |
| 15/4    | 305                | 8                  | 315                 | 8                   |
| 15/3    | 305                | 8                  | 325                 | 8                   |
| 15/2    | 325                | 8                  | 335                 | 8                   |
| 15/1    | 345                | 8                  | 360                 | 8                   |
| 15      | 385                | 9                  | 420                 | 9                   |
| 5/6     | 395                | 9                  | 435                 | 9                   |
| 4/6     | 430                | 9                  | 435                 | 9                   |
| 3/6     | 500                | 10                 | 475                 | 10                  |
| 2/6     | 560                | 11                 | 505                 | 10                  |
| 1/6     | 610                | 12                 | 550                 | 11                  |
| 0       | 630                | 14                 | 610                 | 12                  |
| -2/6    | 760                | 15                 | 765                 | 15                  |
| -4/6    | 740                | 16                 | 865                 | 17                  |
| -15     | 780                | 17                 | 930                 | 19                  |
| TOP 100 | 860                | 17                 | 810                 | 20                  |
| TOP 60  | 900                | 19                 | 1180                | 22                  |

Le nombre de victoires prises en compte ci-dessus doit être corrigé en fonction du delta V-E-2I-5G, où V est le nombre de victoires totales (w.o. compris), E le nombre de défaites (w.o. exclu) à échelon égal, I le nombre de défaites (w.o. exclu) à 1 échelon inférieur, G le nombre de défaites (w.o. exclu) à 2 échelons ou plus inférieurs, suivant le tableau ci-dessous,. Pour les classements -2/6 ou mieux, un delta inférieur à -100 est pénalisé par une descente d'un échelon. Les défaites ont donc un impact sur le nombre de victoires prises en compte. Le bilan minimum indique le nombre de points (voir calcul détaillé ci-dessous) pour prétendre accéder à un échelon.
|                    | V-E-2I-5G | Nbre de victoires à ajouter ou soustraire |
| 4e série           | de 0 à 4 de 5 à 9 de 10 à 14 de 15 à 19 de 20 à 24 25 et plus                                                                                          | +1 +2 +3 +4 +5 +6                         |
| 3e série           | de 0 à 7 de 8 à 14 de 15 à 22 de 23 à 29 de 30 à 39 40 et plus                                                                                         | +1 +2 +3 +4 +5 +6                         |
| 2e série de 15 à 0 | -41 et moins de -31 à -40 de -21 à -30 de -1 à -20 de 0 à 7 de 8 à 14 de 15 à 22 de 23 à 29 de 30 à 39 40 et plus                                      | -3 -2 -1 0 +1 +2 +3 +4 +5 +6              |
| 2e série négatifs  | -81 et moins de -61 à -80 de -41 à 60 de -31 à -40 de -21 à -30 de -1 à -20 de 0 à 9 de 10 à 19 de 20 à 24 de 25 à 29 de 30 à 34 de 35 à 44 45 et plus | -5 -4 -3 -2 -1 0 +1 +2 +3 +4 +5 +6 +7     |

#### Classement mensuel (nouveau classement 2023)
Depuis octobre 2022, le classement (nouveau classement 2023) paraît en début de mois, basé sur les matchs des 12 derniers mois. Le classement des adversaires utilisé est celui du jour du match (contre le jour du début du tournoi auparavant).
C'est une simplification majeure par rapport au classement 2023 final et auparavant : un classement intermédiaire, mensuel les dernières années, ne tenait compte que des matchs depuis le début de l'année sportive (et la descente n'était pas possible) ; le classement final de l'année (avec descente d'un échelon possible) tenait compte du classement final des adversaires, nécessitant un algorithme itératif complexe.
En particulier, il était difficile de prévoir son propre classement précisément pour plusieurs  raisons :
- par exemple dans le cas où un joueur avait 210 points, c’est-à-dire juste assez pour se maintenir à 30/1, mais un adversaire qu'il avait battu descendait lui d'un échelon au classement final , cette victoire lui rapportait moins de points, si bien que lui-même passait sous la barre des 210 points et finissait 30/2. Le même effet pouvait jouer à la montée : une victoire en décembre contre un joueur qui accumulait plus tard les performances en cours d'année et montait de plusieurs échelons pouvait faire monter au classement final sans jouer[17].

Le site Ten'Up de la Fédération Française de Tennis (accessible uniquement aux licenciés) permet d'effectuer des simulations, ainsi que le site spécialisé Tennis-Classim,.

### Calcul détaillé
Le principe détaillé du calcul est le suivant:
1. Le joueur est proposé à l’échelon le plus haut auquel il peut prétendre, c’est-à-dire au classement de l’adversaire le mieux classé (classement au moment du match) qu’il a battu au cours des 12 derniers mois (pour le nouveau classement 2023, de l'année sportive auparavant), c’est ce qui détermine le classement maximum qu’il peut atteindre.
2. Le delta V-E-2I-5G est calculé, duquel est déduit le nombre de victoires n à prendre en compte suivant le tableau ci-dessus
3. Son total de points est calculé en sommant les gains obtenus pour ses n meilleures victoires (selon le premier tableau ci-dessus), la différence de classement étant la différence entre le classement proposé du joueur, et le classement de son adversaire (au jour du match pour le nouveau classement 2023, auparavant le dernier classement disponible pour les classements mensuels, ou de l'itération précédente pour le classement final).
4. Des bonus éventuels sont ajoutés :
  - Une victoire (w.o. exclu) en championnat de France ou de ligue individuel en catégorie jeune, senior ou en 4e série rapporte un bonus de 15 points, 20 points en senior 3e série, 25 points en senior 2ème série. Seules les 3 meilleures bonifications sont prises en compte pour un bilan calculé jusqu'à l'échelon 0 et les 5 meilleures pour un bilan calculé à partir de l'échelon -2/6 (pour le classement final 2023 et auparavant le bonus éventuel n'était que de 15 point limité à 45 sur l'année). Le vainqueur d'un championnat peut bénéficier d'une victoire bonus en plus.
  - Il y a également un bonus pour absence de défaite significative (à échelon égal ou inférieur par rapport à l'échelon proposé), pour récompenser les joueurs qui jouent « peu mais bien ». Pour le calcul d'un bilan à 30/2 ou 30/1, la bonification de 50 points s'applique à partir de 5 matchs joués, en 3e série 50 points à partir de 10 matchs joués, et en 2e série 100 points à partir de 10 matchs joués. Pour le classement final 2023 et auparavant, la bonification s'appliquait dès 5 matchs joués, et elle était de 100 points en 3e série et 150 points en 2e série.
  - Les victoires en double comptent depuis l'année sportive 2019 de la façon suivante: les classements étant numérotés consécutivement 1 2 3... à partir de -15, -4/6, -2/6... , la somme des classements calculés de chacune des équipes est faite pour déterminer la meilleure équipe, la plus faible ou bien si égalité de classement. Si la meilleure équipe gagne, les joueurs marquent chacun 1 point ; si égalité de classement, ils marquent 3 points ; si l'équipe la plus faible gagne ils marquent 5 points. Les 5 meilleures victoires sont comptabilisées. À partir du nouveau classement 2023, le calcul est ajusté : 7 meilleures victoires à partir de la 3e série, et les points sont 1, 3, 5 en 4e et 3e série, 2, 4, 7 en 2e série positive et 3, 6, 10 en 2e série négative.
5. Si le joueur a suffisamment de points (bilan minimum dans le tableau ci-dessus), il reste à cet échelon. Sinon il est proposé à l'échelon inférieur, ses points sont recalculés comme ci-dessus à partir du point 2, et comparés au bilan minimum pour rester à ce nouvel échelon. Cette procédure est recommencée jusqu'à ce que le joueur se stabilise à un échelon.
6. Au pire, un joueur ne peut descendre que d'un échelon par période de 12 mois (sauf pénalisation). Pour le classement final 2023 et auparavant, il ne pouvait pas descendre pour les classements mensuels, et de plus d'un échelon en dessous de son classement de début d'année pour le classement final.
7. Pour le classement final 2023 et auparavant, pour les classements mensuels, il n'y avait qu'un seul calcul en partant des classements mensuels précédents. Pour le classement final, l'algorithme était ré-itéré en réinjectant à chaque itération le nouveau classement de tous les joueurs et en recalculant les points de chaque match jusqu'à ce que tous les joueurs soient stabilisés dans leur classement final, ce qui nécessitait une trentaine d'itérations[20].
8. Finalement, la dernière étape est l'harmonisation où une dernière correction peut avoir lieu. Par exemple la sanction d'un classement si cinq w.o. ou plus, ou bien pour les deuxième série, un dernier ajustement car le nombre de joueurs dans chaque échelon est fixé à l'avance.

## Les joueurs qui ne jouent pas
Un joueur qui ne joue pas descend chaque douze mois d'un classement, mais depuis l'année sportive 2020, un joueur n'ayant pas joué pendant trois ans garde son classement (donc deux classements en dessous de celui de sa dernière saison), idem la quatrième année sans jouer. La cinquième année, il perd encore un classement mais devient Non Déterminé (ND), c'est-à-dire interdit de compétition, à moins de faire une demande de reclassement auprès de la ligue régionale.

### Reprise de la compétition
Un joueur qui n'a pas joué en compétition depuis 5 ans ou plus, (ou un joueur étranger) doit voir son niveau évalué par une commission. S'il s'agit d'un joueur classé à l'étranger, des tables de correspondance seront utilisées. Sinon, la commission évaluera le niveau du joueur sur dossier, ou bien en demandant une évaluation par un entraineur diplômé. Le joueur aura ensuite un « niveau présumé » qu'il devra confirmer lors de compétitions individuelles.

## Pyramide des classements
Le classement 2022 établi en septembre 2021 porte sur 304 000 joueurs et 93 000 joueuses (moins que les années précédentes en raison du covid). La répartition est la suivante : 270 joueurs première série (260 joueuses), 12 000 joueurs deuxième série (4 000 joueuses), 80 000 joueurs 3e série ( 20 000 joueuses) et 210 000 joueurs 4e série (70 000 joueuses). Le classement médian est 30/3.

## Critiques et évolution
Le système du classement annuel (jusqu'en septembre 2022) était souvent critiqué pour sa complexité et son opacité. En particulier, les descentes n'ayant lieu qu'à la publication du classement annuel (début septembre en temps normal), elles étaient souvent imprévisibles. Le nouveau classement 2023 a une philosophie différente, en fait assez proche de celui des professionnels ATP et WTA où les points gagnés dans un tournoi doivent être « défendus » d'une année sur l'autre. La prise en compte des victoires en double depuis 2019 est destinée à raviver l'intérêt du double lors des rencontres par équipe.

## Origine des classements
Le système de classement français découle en fait du système de comptage des points. En effet, à l'origine, un handicap fut créé afin d'équilibrer dans les différentes épreuves organisées les chances des compétiteurs les uns par rapport aux autres, compte tenu des divers niveaux de chacun.
La base de ce handicap fut appelée niveau 0.
La hiérarchie des différents niveaux de jeu, et l'application qu'il en résultait, dans une rencontre contre un joueur de niveau 0, était la suivante:
- le joueur de niveau 1/6 partait 1 jeu sur 6 avec 1 point de bonification, c'est-à-dire qu'il démarrait le jeu en question avec un score de 15/0 en sa faveur ;
- le joueur de niveau 2/6 partait 2 jeux sur 6 avec 1 point de bonification ;
- le joueur de niveau 3/6 partait 3 jeux sur 6 avec 1 point de bonification ;
- le joueur de niveau 15 débutait tous les jeux avec un score de 15/0 en sa faveur ;
- le joueur de niveau 15/1 partait avec 2 points de bonification 1 jeu sur 6, soit un score de 30/0 en sa faveur et 5 jeux sur 6 avec un seul point de bonification, soit un score de 15/0 ;
- le joueur de niveau 15/2 partait 2 jeux sur 6 avec 2 points de bonification (30/0 en sa faveur) et 4 jeux sur 6 avec un seul point (15/0) ;
- ainsi de suite pour les niveaux 15/3, 15/4, 15/5 ;
- le joueur de niveau 30 recevait 2 points de bonification (30/0 en sa faveur) à tous les jeux du set (6 jeux sur 6).

Pour les niveaux de jeu négatifs, le même principe était appliqué, mais avec une pénalisation 
au lieu d'une bonification. Ainsi, toujours dans le cas d'une rencontre avec un joueur 0: 
- le joueur -2/6 partait avec 1 point de pénalité, 2 jeux sur 6, soit un score de 15/0 en sa défaveur ;
- le joueur -4/6: 1 point de pénalité, 4 jeux sur 6 ;
- le joueur -15: 1 point de pénalité 6 jeux sur 6, soit tous les jeux du set sur un score de 15/0 contre lui.